# Gay (Name)
Gay ist ein weiblicher sowie männlicher Vorname und ein Familienname.

## Herkunft und Bedeutung
Der Name Gay kommt aus dem Englischen und bedeutet ursprünglich „sorglos“, „heiter“.

## Namensträger

### Familienname
- Gay (Fußballspieler), deutscher Fußballspieler
- Adelquis Remón Gay (1949–1992), kubanischer Schachspieler
- Bernd Gay (* 1941), deutscher Unfallchirurg und Hochschullehrer
- Ben LaMar Gay, US-amerikanischer Musiker
- Brandon Gay (* 1982), US-amerikanischer Basketballspieler
- Byron Gay (1886–1945), US-amerikanischer Songwriter
- Cesc Gay (* 1967), spanischer Filmregisseur und Drehbuchautor
- Claude Gay (1800–1873), französischer Botaniker und Reisender
- Claudine Gay (* 1970), US-amerikanische Politikwissenschaftlerin
- Dan Gay (* 1961), US-amerikanisch-italienischer Basketballspieler
- Delphine Gay (auch Madame Emile de Delphine-Gay de Girardin; 1804–1855), französische Dichterin
- Désirée Gay (1810–nach 1891), französische Feministin, Sozialistin und Herausgeberin
- Ebenezer Gay (1696–1783), US-amerikanischer unitarischer Theologe
- Edward Gay (Maler) (1837–1928), US-amerikanischer Landschaftsmaler
- Edward James Gay (Politiker, 1816) (1816–1889), US-amerikanischer Politiker (Kongressabgeordneter)
- Edward James Gay (Politiker, 1878) (1878–1952), US-amerikanischer Politiker (Senator)
- Edwin Francis Gay (1867–1946), US-amerikanischer Wirtschaftswissenschaftler
- Éric Gay (* 1958), französischer Politiker
- Ernst Gay (1927–2012), deutscher Politiker und Chronist
- Federico Gay (1896–1989), italienischer Radsportler
- Francisque Gay (1885–1963), französischer Journalist, Verleger und Politiker
- Fritz Gay (1907–1969), deutscher Schriftsteller
- Friedbert Gay (* 1956), deutscher Unternehmer, Autor und Redner
- Hobart R. Gay (1894–1983), US-amerikanischer Generalleutnant
- Jacques Étienne Gay (1786–1864), französischer Botaniker
- Jamal Gay (* 1989), Fußballspieler aus Trinidad und Tobago
- James Gay-Rees (* 1967), britischer Filmproduzent
- Jan Jakub Gay (1801–1849), polnischer Architekt
- Jean-Baptiste Gay, vicomte de Martignac (1778–1832), französischer Politiker und Staatsmann
- Jérôme Gay (* 1975), französischer Skispringer
- John Gay (1685–1732), englischer Schriftsteller
- John Gay (Fotograf) (1909–1999), deutscher Fotograf
- John Gay (Drehbuchautor) (1924–2017), US-amerikanischer Drehbuchautor
- John Gay (Leichtathlet) (* 1996), kanadischer Leichtathlet
- Jonathan Gay (* 1967), US-amerikanischer Softwareunternehmer
- José María Pérez Gay († 2013), mexikanischer Schriftsteller
- Joseph Louis Gay-Lussac (1778–1850), französischer Chemiker und Physiker
- Mabel Gay (* 1983), kubanische Dreispringerin
- Madeleine Gay (* 1953), Schweizer Önologin
- Margie Gay (1919–2003), US-amerikanische Kinderdarstellerin
- Marion Gay (* 1968), deutsche Schriftstellerin und Kritikerin
- Matt Gay (* 1994), US-amerikanischer American-Football-Spieler
- Megan Gay (* 1967), neuseeländische Schauspielerin
- Nikolai Nikolajewitsch Gay (1831–1894), französisch-russischer Maler
- Norman Gay, Filmeditor
- P. GAY, Pseudonym von Peter Gaymann (* 1950), deutscher Cartoonist, Graphiker und Schriftsteller.
- Patrice Gay (* 1973), französischer Automobilrennfahrer
- Peter Gay (Peter Joachim Fröhlich; 1923–2015), US-amerikanischer Historiker, Psychoanalytiker und Autor
- Piergiorgio Gay (* 1959), italienischer Regisseur
- Richard Gay (* 1971), französischer Freestyle-Skier
- Robert Marie Gay (1927–2016), kanadischer Geistlicher, Bischof von Kabale
- Roxane Gay (* 1974), US-amerikanische Schriftstellerin, Anglistin und Hochschullehrerin
- Rudy Gay (* 1986), US-amerikanischer Basketballspieler
- Ruth Gay (1922–2006), US-amerikanische Historikerin
- Sébastien Gay († 2006), Schweizer Alpinist
- Simon François Gay de Vernon (1760–1822), französischer Offizier, Festungsbauer und Hochschullehrer
- Sophie Gay (Marie Françoise Sophie Nichault de Lavalette; 1776–1852), französische Schriftstellerin
- Steffen Gay (* 1948), US-amerikanisch-schweizerischer Rheumatologe
- Traugott Gay (1796–1875), deutscher Opernsänger, siehe Traugott Gey
- Tyson Gay (* 1982), US-amerikanischer Leichtathlet
- Walter Gay (1856–1937), US-amerikanischer Maler
- William Gay (Dichter) (1865–1897), schottisch-australischer Dichter
- William Gay (Schriftsteller) (* 1941), US-amerikanischer Schriftsteller
- William Gay (Footballspieler, 1955) (* 1955), US-amerikanischer American-Football-Spieler
- William Gay (Footballspieler, 1985) (* 1985), US-amerikanischer American-Football-Spieler
- Willy Gay (1890–1975), deutscher Kriminalpolizist
- Winckworth Allan Gay (1821–1910), US-amerikanischer Landschaftsmaler

### Vorname
- Gay Bryan (1927–2015), US-amerikanischer Leichtathlet
- Gay Mitchell (* 1951), irischer Politiker, MdEP
- Enola Gay Tibbets, Namenspatin der Enola Gay